# Via fittizia
Pour les articles homonymes, voir Via.
Une via fittizia (au pluriel, des vie fittizie), soit en français une « rue fictive », est en Italie une rue qui existe d'un point de vue administratif mais n'a aucune réalité géographique.
Ces rues ont été administrativement créées après la Seconde Guerre mondiale afin de donner aux personnes n'ayant pas de domicile sédentaire une adresse légale.
En 2022, il existe 237 rues fictives en Italie.

## Histoire
Le registre d'état civil est créé en Italie en 1864, alors que l'unification italienne est en cours.
Après la Seconde Guerre mondiale, ce registre est systématisé afin notamment de connaître à tout moment et le plus précisément possible la population résidant en Italie. Toutefois, les personnes dont le travail nécessitait une constante mobilité, comme les colporteurs ou les artistes de cirque, n'étaient pas domiciliés à une adresse fixe, ce qui leur interdisait l'accès au droit de vote, aux soins de santé, aux droits sociaux ou même à une identité officielle. Afin d'y remédier, les autorités créent une domiciliation dans des rues fictives sans réalité viaire ni géographique, mais où sont administrativement logées ces personnes.
Au début du XXIe siècle, la population enregistrée dans les rues fictives a beaucoup évolué. Ce sont désormais beaucoup moins des forains que des personnes sans-abri.
En 2020, quand la pandémie de Covid-19 frappe l'Italie, les besoins en domiciliation réelle mais aussi fictive augmentent fortement. Les associations d'aides publient alors des vadémécums pour aider les municipalités à délibérer rapidement à ce propos. L'arrêt no 11044 du Conseil d'État du 16 décembre 2022 précise que « La résidence dans la rue fictive n'est pas une résidence de seconde zone [et qu']une personne résidant dans une rue fictive jouit de tous les droits dont bénéficient les personnes résidant dans une rue “existante” ».

## Dispositif légal

### Principe
Légalement, dès qu'une personne effectue une demande officielle à une commune en vue d'être inscrite dans une rue fictive, la collectivité a l'obligation de créer cette rue. À la fin de l'année 2000, l'association bolognaise « Amici di Piazza Grande » crée le projet Avvocato di Strada afin de donner une assistance juridique aux personnes privées du droit de domiciliation. En février 2007, ce projet devient une association nationale de mise en relations, d'assistance juridique et de plaidoirie éventuelle dans des situations où les droits des sans-abris ne sont pas respectés.
La Constitution italienne prévoit la possibilité pour une personne sans domicile fixe d'établir sa résidence dans le lieu de son domicile, c'est-à-dire dans la municipalité où elle vit effectivement. L'intéressé, en vertu du paragraphe 3 art. 2 de la loi n° 1228 du 24 décembre 1954, doit déclarer son domicile, fournir les éléments et/ou documents utiles pour vérifier sa situation de sans-abri et procéder aux vérifications permettant d'établir l'existence effective de son domicile.
À défaut, selon le décret présidentiel 223 du 30 mai 1989, elle peut être domiciliée dans la municipalité de sa naissance. Dans tous les cas, la circulaire Istat n° 29/1992 lui permet d'établir sa résidence dans une rue fictive qui n'existe pas sur le territoire mais qui a une valeur juridique équivalente.
Le décret du ministère de l'Intérieur du 6 juillet 2010, mettant en œuvre la loi sur la sécurité publique n° 94 du 15 juillet 2009, stipule qu'une fois qu'une personne est inscrite au registre de la population résidente, les municipalités doivent enregistrer la position de registre du sans-abri dans l'Index national des registres.

### Limites du système
Toutefois, ce système à caractère social peut s'avérer parfois contre-productif, du fait du caractère automatique et contraignant de certaines conditions. Ainsi, une personne souhaitant vivre dans une relative autarcie et estimant donc ne pas avoir besoin des services de l'État ne peut demander sa domiciliation dans une via fittizia.
Certaines municipalités bloquent le processus de création d'une rue fictive sur leur territoire, afin de décourager les personnes sans abri de demeurer sur leur territoire. En effet, le processus administratif de création de la rue est long et complexe, nécessitant entre autres plusieurs passages en conseil municipal (it).
En décembre 2021, la ville de Vicence est ainsi contrainte, notamment par l'association Welcome Refugees, de respecter le numerus clausus institué dans sa rue fictive.

## Caractéristiques

### Odonymie
De nombreuses rues fictives portent des noms sans recherche particulière, tels que Via del Comune (« rue de la commune ») ou Via dell'Anagrafe (« rue du registre »). Toutefois, certaines communes ont pris la peine de leur donner des noms de personne, comme Rome, qui a nommé la sienne Via Modesta Valenti, du nom d'une femme sans-abri morte à Stazione Termini le 31 janvier 1983, Bologne, qui a nommé la sienne Via Mariano Tuccella,, ou Vicence, qui a nommé la sienne Via santa Giuseppina Bakhita, du nom de Joséphine Bakhita ou Tortone, qui nomme la sienne Via Francesco Remotti, du nom d'un prêtre de Tortone, dont l'engagement humanitaire s'était incarné dans la collecte solidaire, la création d'un centre d'accueil et de réinsertion des jeunes handicapés mentaux ou la création de la Caritas diocésaine et nationale.
À l'inverse, certaines municipalités donnent volontairement à leur rue fictive un nom dévalorisant ou dégradant, comme « rue de la solidarité », « rue de la charité » ou même « rue sans adresse fixe », ce qui renvoie une image perpétuellement dégradée aux personnes qui y résident administrativement. 

### Estimations quantitatives
Du nord au sud de l'Italie, 215 vie fittizie sont recensées en mars 2020, 237 en avril 2022. Certaines hébergent censément des populations très importantes, comme la Via Modesta Valenti de Rome où sont domiciliées dix-neuf mille personnes.